# Asienspiele 2014/7er-Rugby
Bei den Asienspielen 2014 in Incheon, Südkorea wurden vom 30. September bis 2. Oktober 2014 zwei Wettbewerbe im 7er-Rugby ausgetragen, je einer für Frauen und Männer.

## Männer

### Vorrunde
|  | Team für Viertelfinale qualifiziert |

#### Gruppe A
| Rang | Land          | G | U | V | Vers. | Spielpkt. | Diff. | Punkte |
| ---- | ------------- | - | - | - | ----- | --------- | ----- | ------ |
| 1    | Japan         | 3 | 0 | 0 | 30:0  | 192:0     | +192  | 9      |
| 2    | Thailand      | 2 | 0 | 1 | 11:12 | 63:76     | −13   | 7      |
| 3    | Malaysia      | 1 | 0 | 2 | 11:12 | 65:74     | −9    | 5      |
| 4    | Saudi-Arabien | 0 | 0 | 3 | 1:29  | 5:175     | −170  | 3      |

|               | JPN  | THA   | MAS   | KSA  |
| ------------- | ---- | ----- | ----- | ---- |
| Japan         |      | 61:0  | 57:0  | 74:0 |
| Thailand      | 0:61 |       | 17:10 | 46:5 |
| Malaysia      | 0:57 | 10:17 |       | 55:0 |
| Saudi-Arabien | 0:74 | 5:46  | 0:55  |      |

#### Gruppe B
| Rang | Land                | G | U | V | Vers. | Spielpkt. | Diff. | Punkte |
| ---- | ------------------- | - | - | - | ----- | --------- | ----- | ------ |
| 1    | Hongkong            | 3 | 0 | 0 | 21:1  | 131:5     | +126  | 9      |
| 2    | Volksrepublik China | 2 | 0 | 1 | 12:5  | 72:33     | +39   | 7      |
| 3    | Philippinen         | 1 | 0 | 2 | 11:9  | 73:59     | +14   | 5      |
| 4    | Pakistan            | 0 | 0 | 3 | 0:29  | 0:179     | −179  | 3      |

|                     | HKG  | CHN   | PHI   | PAK  |
| ------------------- | ---- | ----- | ----- | ---- |
| Hongkong            |      | 19:5  | 40:0  | 72:0 |
| Volksrepublik China | 5:19 |       | 19:14 | 48:0 |
| Philippinen         | 0:40 | 14:19 |       | 59:0 |
| Pakistan            | 0:72 | 0:48  | 0:59  |      |

#### Gruppe C
| Rang | Land              | G | U | V | Vers. | Spielpkt. | Diff. | Punkte |
| ---- | ----------------- | - | - | - | ----- | --------- | ----- | ------ |
| 1    | Südkorea          | 3 | 0 | 0 | 14:5  | 94:31     | +63   | 9      |
| 2    | Sri Lanka         | 2 | 0 | 1 | 14:4  | 90:28     | +62   | 7      |
| 3    | Chinesisch Taipeh | 1 | 0 | 2 | 11:10 | 73:64     | +9    | 5      |
| 4    | Libanon           | 0 | 0 | 3 | 2:22  | 12:146    | −134  | 3      |

|                   | KOR   | SRI   | TPE   | LIB  |
| ----------------- | ----- | ----- | ----- | ---- |
| Südkorea          |       | 21:12 | 25:12 | 38:7 |
| Sri Lanka         | 12:21 |       | 24:7  | 54:0 |
| Chinesisch Taipeh | 12:35 | 7:24  |       | 54:5 |
| Libanon           | 7:38  | 0:54  | 5:54  |      |

### Finalrunde
|  | Viertelfinale       | Viertelfinale |           |           | Halbfinale       | Halbfinale |  |  | Finale | Finale |
|  |                     |               |           |           |                  |            |  |  |        |        |
|  |                     |               |           |           |                  |            |  |  |        |        |
|  | Hongkong            | 21            |           |           |                  |            |  |  |        |        |
|  | Hongkong            | 21            |           |           |                  |            |  |  |        |        |
|  | Philippinen         | 0             |           |           |                  |            |  |  |        |        |
|  | Philippinen         | 0             | Hongkong  | 15        |                  |            |  |  |        |        |
|  |                     |               | Hongkong  | 15        |                  |            |  |  |        |        |
|  |                     | Südkorea      | 7         |           |                  |            |  |  |        |        |
|  | Südkorea            | Südkorea      | 7         | 31        |                  |            |  |  |        |        |
|  | Südkorea            |               |           | 31        |                  |            |  |  |        |        |
|  | Thailand            | 12            |           |           |                  |            |  |  |        |        |
|  |                     |               | Hongkong  | 12        |                  |            |  |  |        |        |
|  |                     |               |           | Japan     | 24               |            |  |  |        |        |
|  | Sri Lanka           | 24            |           |           |                  |            |  |  |        |        |
|  | Volksrepublik China | 19            |           |           |                  |            |  |  |        |        |
|  | Volksrepublik China | 19            | Sri Lanka | 0         |                  |            |  |  |        |        |
|  |                     |               | Sri Lanka | 0         | Spiel um Platz 3 |            |  |  |        |        |
|  |                     | Japan         | 40        |           |                  |            |  |  |        |        |
|  | Japan               | Japan         | 40        | 57        | Südkorea         | 17         |  |  |        |        |
|  | Japan               |               |           | 57        | Südkorea         | 17         |  |  |        |        |
|  | Chinesisch Taipeh   | 0             |           | Sri Lanka | 14               |            |  |  |        |        |
|  | Chinesisch Taipeh   | 0             |           |           | 14               |            |  |  |        |        |
|  |                     |               |           |           |                  |            |  |  |        |        |

#### Endstand
| Platz | Land | Athleten |
| ----- | ---- | --- |
| 1     | JPN  | Yusaku Kuwazuru, Shota Hagisawa, Michael Geoffrey Leitch, Lepuha Latuila, Makoto Kato, Masakatsu Hikosaka, Katsuyuki Sakai, Takashi Suzuki, Rakuhei Yamashita, Kazushi Hano, Lomano Lava Lemeki, Masaki Watanabe                       |
| 2     | HKG  | Kwok Ka Chun, Jack Alfie Capon, Max John Woodward, Michael Richard Coverdale, Lee Ka To Cado, Keith James Robertson, Alexander Robert McQueen, Mark Edward Wright, Rowan Varty, James Paul Hood, Thomas William McQueen, Yiu Kam Shing |
| 3     | KOR  | Han Kunkyu, Yoon Taeil, Kim Jeongmin, Yang Younghun, Oh Younhyung, Kim Sungsoo, Kim Gwongmin, Kim Hyunsoo, Park Wanyong, Kim Namuk, Jeong Yeonsik, Lee Yongseung                                                                       |

Die Vorrunde wurde am 30. September und 1. Oktober ausgetragen.

Die Finalrunde wurde am 1. und 2. Oktober ausgetragen.

## Frauen

### Vorrunde
|  | Team für Halbfinale qualifiziert |

#### Gruppe A
| Rang | Land                | G | U | V | Vers. | Spielpkt. | Diff. | Punkte |
| ---- | ------------------- | - | - | - | ----- | --------- | ----- | ------ |
| 1    | Volksrepublik China | 4 | 0 | 0 | 26:1  | 164:7     | +157  | 12     |
| 2    | Japan               | 3 | 0 | 1 | 27:4  | 163:28    | +135  | 10     |
| 3    | Singapur            | 2 | 0 | 2 | 7:17  | 41:103    | −62   | 8      |
| 4    | Usbekistan          | 1 | 0 | 3 | 2:18  | 10:104    | −94   | 6      |
| 5    | Südkorea            | 0 | 0 | 4 | 1:23  | 7:143     | −136  | 4      |

|                     | CHN  | JPN  | SIN  | UZB  | KOR  |
| ------------------- | ---- | ---- | ---- | ---- | ---- |
| Volksrepublik China |      | 28:7 | 43:0 | 29:0 | 64:0 |
| Japan               | 7:28 |      | 60:0 | 46:0 | 50:0 |
| Singapur            | 0:43 | 0:60 |      | 22:0 | 19:0 |
| Usbekistan          | 0:29 | 0:46 | 0:22 |      | 10:7 |
| Südkorea            | 0:64 | 0:50 | 0:19 | 7:10 |      |

#### Gruppe B
| Rang | Land       | G | U | V | Vers. | Spielpkt. | Diff. | Punkte |
| ---- | ---------- | - | - | - | ----- | --------- | ----- | ------ |
| 1    | Hongkong   | 4 | 0 | 0 | 26:3  | 162:21    | +141  | 12     |
| 2    | Kasachstan | 3 | 0 | 1 | 27:3  | 159:17    | +142  | 10     |
| 3    | Thailand   | 2 | 0 | 2 | 18:9  | 108:55    | +53   | 8      |
| 4    | Malaysia   | 1 | 0 | 3 | 2:30  | 12:178    | −166  | 6      |
| 5    | Laos       | 0 | 0 | 4 | 1:29  | 5:175     | −170  | 4      |

|            | HKG   | KAZ  | THA   | MAS  | LAO  |
| ---------- | ----- | ---- | ----- | ---- | ---- |
| Hongkong   |       | 12:7 | 33:14 | 65:0 | 52:0 |
| Kasachstan | 7:12  |      | 22:5  | 56:0 | 74:0 |
| Thailand   | 14:33 | 5:22 |       | 52:0 | 12:5 |
| Malaysia   | 0:65  | 0:56 | 0:52  |      | 12:5 |
| Laos       | 0:52  | 0:74 | 0:37  | 5:12 |      |

### Finalrunde
|  | Halbfinale          | Halbfinale |            |    | Finale | Finale |
|  |                     |            |            |    |        |        |
|  | Volksrepublik China | 24         |            |    |        |        |
|  | Kasachstan          | 12         |            |    |        |        |
|  |                     |            |            |    |        |        |
|  |                     |            |            |    |        |        |
|  | Volksrepublik China | 14         |            |    |        |        |
|  |                     | Japan      | 12         |    |        |        |
|  |                     |            |            |    |        |        |
|  | Spiel um Platz drei |            |            |    |        |        |
|  |                     |            | Kasachstan | 12 |        |        |
|  | Japan               | 17         | Hongkong   | 0  |        |        |
|  | Hongkong            | 10         |            |    |        |        |

#### Endstand
| Platz | Land | Athleten |
| ----- | ---- | --- |
| 1     | CHN  | Guan Qishi, Yang Hong, Liu Yang, Yang Min, Yu Xiaoming, Sun Tingting, Lu Yuanyuan, Chen Keyi, Jiang Qianqian, Sun Shichao, Zhou Lilian, Yu Liping                                                                                    |
| 2     | JPN  | Chiharu Nakamura, Aya Takeuchi, Noriko Taniguchi, Makiko Tomita, Mifuyu Koide, Chisato Yokoo, Keiko Kato, Yuka Kanematsu, Rei Yamada, Marie Yamaguchi, Ano Kuwai, Yoko Suzuki                                                        |
| 3     | KAZ  | Veronika Stepanyuga, Yelena Yevdokimova, Oxana Shadrina, Lyudmila Sapronova, Amina Baratova, Marianna Balashova, Kundyzay Baktybayeva, Anna Yakovleva, Symbat Zhamankulova, Svetlana Klyuchnikova, Liliya Bazyaruk, Nigora Nurmatova |

Die Vorrunde wurde am 30. September und 1. Oktober ausgetragen.

Die Finalrunde wurde am 1. und 2. Oktober ausgetragen.